# D47-es autópálya (Csehország)
A D47-es autópálya az D35-ös autópálya olomouci kivezető szakaszától (Lipník nad Bečvou-tól) a lengyel határig tart, jelenleg D1-es autópálya.
A D47-es autópálya tulajdonképpen a D1-es autópálya morvaországi folytatása. Összeköti Morvaország két legnagyobb városát: Brnót és Ostravát. Keresztülhalad Cseh-Szilézián, megkerülve Ostrava és Bohumín városát. Tehermentesíti ezt a nagyon forgalmas Északkelet-Csehországi részt, megfelelő közlekedési tengelyt adva a térségnek és összefűzve a főbb utakat. Jelenleg D1-es autópálya
Az autópálya tervezett teljes hossza kb. 80 km, jelenleg D1- es autópálya 

## Műtárgyak az autópályán
- Klimkovický tunel: A Klimickovice városánál az alagút két „vájatból” áll. Az egyik 1076 m, a másik 1088 m hosszú. Az építkezést 2005-ben kezdték és várhatóan 2008-ra adták át . Az alagút költségvetése kb. 2,5 milliárd Cseh korona.
- Az ostravai csomópontok: Ostrava déli, illetve nyugati részén, ahol az autópályát jelenleg kész, két óriási körforgalmat "emeltek" az útpálya fölé.

## Botrányos építkezés
Az autópálya építése hatalmas botrányokat kavart Csehországban: mielőtt kiírták volna a tendert 2001-ben, ennek lassúságára hivatkozva a beruházást egy izraeli cég kapta meg, ami saját költségén építkezett volna, adókedvezményekért cserébe. A cég a szerződés megkötése előtt elkezdte az építkezést. A következő kormány szerződést bontott és korrupció vádjával vizsgálatot indított, melybe több politikus is belekeveredett.